# أوفا
أوفا (بالروسية: Уфа)(بالبشكيرية:Өфө) هي إحدى مدن روسيا وهي عاصمة الكيان الفدرالي الروسي باشكورتوستان. تقع مدينة أوفا وهي عاصمة جمهورية باشكورستان (بشكيريا) التي شيدها المقاتلون الروس عام 1574 على ضفاف نهر بيلايا (الأبيض) في منطقة التقائه مع نهر ديوما بمنطقة الأراضي المتموجة. وتمتد المدينة لمسافة 70 كم على ضفاف النهر ويبلغ عدد سكانها 1.132 مليون إنسان. وكانت المدينة في بداية الأمر قلعة ولكن مع توسع حدود روسيا باتجاه الشرق والجنوب أزيلت القلعة التي حملت آثار العديد من الغزوات والهجمات ولم يتمكن أحد من احتلالها. وتحولت القلعة خلال القرنين 17 و 18 تدريجيا إلى مركز إداري واقتصادي للإقليم ومنذ عام 1708 انضمت مدينة أوفا إلى محافظة قازان. وأصبحت مركزا للواء أوفا عام 1728 ومن ثم مركزا لمحافظة أوفا عام 1865.

## الاسم
يأتي اسم أوفا من نهر أوفا الذي تقع عليه المدينة، لكن أصل اسم النهر متنازع عليه. يقترح اللغوي الروسي ألكسندر ماتفييف أن الاسم من أصل إيراني، من كلمة "ap" التي تعني الماء.
في بحث نُشر في عام 2014، قدم الباحثان كريموف وخبيبوف من جامعة باشكير التربوية الحكومية فرضية مفادها أنه قبل بناء القلعة الروسية عام 1574، والتي نمت منذ ذلك الحين لتصبح مدينة أوفا الحالية، كان هناك كانت بالفعل مستوطنة قديمة تسمى أوفا على قمة تل بالقرب من مصب نهر أوفا. وفقًا للفرضية أنشئت هذه المستوطنة من قبل القبائل الناطقة بالتركية لأداء الطقوس والتضحيات لإله السماء تنغري ، وقد أطلقوا على هذا المكان اسم Upe أو Ufe لأنه، كما يقولون، في اللغات التركية القديمة، كان يُطلق على مكان تقديم القرابين "opo" أو "ope". ويفترضون كذلك أن سكان المستوطنة أنفسهم أصبح يُطلق عليهم قبيلة Upe أو Ufe. يدعي كريموف وخبيبوف أن بناة القلعة الروسية ربما كانوا على دراية بهذا الاسم القديم وبالتالي أطلقوه على مستوطنتهم الجديدة.

## التاريخ

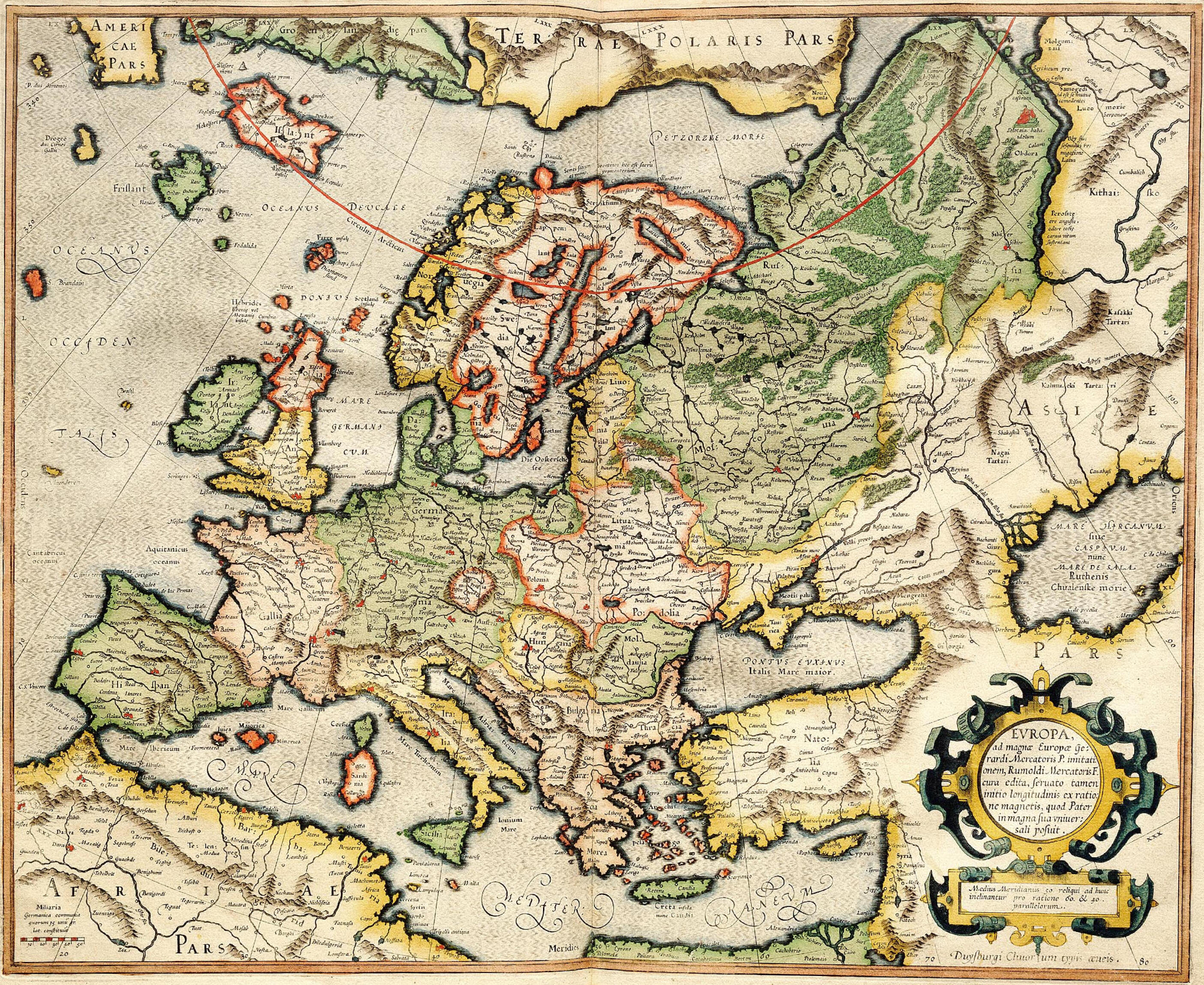
خريطة جيراردوس مركاتور لأوروبا مع مستوطنة باشيرتي في موقع أوفا الحديثة. رسمت الخريطة عام 1554، أي قبل عشرين عامًا من التاريخ الرسمي لتأسيس مدينة أوفا.

يعود التاريخ المبكر لمنطقة أوفا إلى العصر الحجري القديم. يفترض أنه من القرن الخامس إلى القرن السادس عشر كانت هناك مدينة من القرون الوسطى في موقع أوفا. ظهرت المدينة على خارطة الأخوين بيتزيغانو (1367) وعلى أطلس كتالوني (1375) وهي بلدة قريبة من نهر بيلايا سميت باشيرتي، وحددت المدينة خريطة جيراردوس مركاتور (1554). يقرن المستشرق الفرنسي هنري كوردييه موقع باشيرتي بموقع أوفا الحالي.
كتب في القرن الثامن عشر المؤرخ الروسي بيتر ريتشكوف أن هناك مدينة عظيمة على أراضي أوفا قبل وصول الروس. وكتب مسؤول حكومة محافظة أورينبورغ فاسيلي ريبيلينسكي أن الباشكير أسسوا أوفا.
بأمر من إيفان الرهيب، بنيت قلعة في موقع أوفا الحديث في عام 1574، وكان في الأصل يحمل اسم اتورا تاو، اسم التل الذي بني عليه. يعتبر عام 1574 الآن التاريخ الرسمي لتأسيس أوفا. منحت مكانة المدينة في عام 1586.
قبل أن تصبح مقراً لمحافظة أوفا في عام 1781، كانت المدينة، إلى جانب باقي أراضي الباشكير، تحت حكم أورينبورغ، في عام 1802، أصبحت مدينة أوفا مركز جديد لكامل محافظة أورينبورغ التي تشمل في العصر الحديث جمهورية باشكورستان وأورينبورغ أوبلاست وتشيليابينسك أوبلاست.
خلال يومي 9 و10 يوليو 2015، استضافت أوفا قمم مجموعة البريكس ومنظمة شنغهاي للتعاون.

## الوضع الإداري والبلدي

مناطق أوفا

أوفا هي عاصمة باشكورستان، وضمن إطار التقسيمات الإدارية، فإنها أيضا المركز الإداري لمقاطعة أويمفسكي، على الرغم من أنها ليست جزءا منه. ودمجت مع أربعة وعشرين منطقة ريفية، لتكوين مدينة ذات أهمية جمهورية، وهي تقسيم إداري مساوي للمقاطعة. كتقسيم بلدي دمجت مدينة أوفا ذات الأهمية الجمهورية كـأوفا أوربان أوكروج.

### المناطق الإدارية
أوفا مقسمة إلى سبع مناطق إدارية.
| No. | المنطقة          | عدد السكان (يناير 2020) |
| --- | ---------------- | ----------------------- |
| 1   | ديومسكي          | 80,714                  |
| 2   | كالينينسكي       | 207,750                 |
| 3   | كيروفسكي         | 162,958                 |
| 4   | لينينسكي         | 89,062                  |
| 5   | أوكتيبرسكي       | 246,476                 |
| 6   | أوردزونيكيدزفسكي | 164,682                 |
| 7   | سوفيتسكي         | 177,145                 |

## السكان
تحتل أوفا المرتبة 11 بين مدن روسيا من حيث عدد السكان، و29 بين مدن أوروبا. اعتبارًا من 1 يناير 2009، شكلت المدينة 25.4 ٪ من جميع سكان الجمهورية و42.2٪ من سكان الحضر.
اعتبارًا من تعداد 2010، كان تكوين أوفا العرقي:
| العرق     | العدد   | النسبة |
| --------- | ------- | ------ |
| روس       | 494,723 | 48.9%  |
| تتار      | 286,409 | 28.3%  |
| باشكير    | 172,794 | 17.1%  |
| أوكرانيون | 12,485  | 1.2%   |
| اخر       | —       | 4.5%   |

## الجغرافيا
تقع أوفا في أوروبا الشرقية بالقرب من حدودها البرية مع شمال آسيا، عند التقاء نهري بيلايا (أجيدل) وأوفا، على التلال المنخفضة التي تشكل هضبة أوفا غرب جنوب الأورال. تبلغ مساحة المدينة 707.93 كيلومتر مربع (273.33 ميل مربع). تمتد من الشمال إلى الجنوب لمسافة 53.5 كم (33.2 ميل) ومن الغرب إلى الشرق 29.8 كم (18.5 ميل).

### المناخ
تتمتع أوفا بمناخ قاري صيفي دافئ (كوبن:Dfb). يتميز مناخ أوفا بشتاء قارس، ولكن في بعض الأحيان، يمكن أن يكون الصيف طويلًا وحارًا.
| البيانات المناخية لـأوفا (1991–2020 normals, extremes 1853–الآن)   | البيانات المناخية لـأوفا (1991–2020 normals, extremes 1853–الآن) | البيانات المناخية لـأوفا (1991–2020 normals, extremes 1853–الآن) | البيانات المناخية لـأوفا (1991–2020 normals, extremes 1853–الآن) | البيانات المناخية لـأوفا (1991–2020 normals, extremes 1853–الآن) | البيانات المناخية لـأوفا (1991–2020 normals, extremes 1853–الآن) | البيانات المناخية لـأوفا (1991–2020 normals, extremes 1853–الآن) | البيانات المناخية لـأوفا (1991–2020 normals, extremes 1853–الآن) | البيانات المناخية لـأوفا (1991–2020 normals, extremes 1853–الآن) | البيانات المناخية لـأوفا (1991–2020 normals, extremes 1853–الآن) | البيانات المناخية لـأوفا (1991–2020 normals, extremes 1853–الآن) | البيانات المناخية لـأوفا (1991–2020 normals, extremes 1853–الآن) | البيانات المناخية لـأوفا (1991–2020 normals, extremes 1853–الآن) | البيانات المناخية لـأوفا (1991–2020 normals, extremes 1853–الآن) |
| الشهر                                                              | يناير                                                            | فبراير                                                           | مارس                                                             | أبريل                                                            | مايو                                                             | يونيو                                                            | يوليو                                                            | أغسطس                                                            | سبتمبر                                                           | أكتوبر                                                           | نوفمبر                                                           | ديسمبر                                                           | المعدل السنوي                                                    |
| ------------------------------------------------------------------ | ---------------------------------------------------------------- | ---------------------------------------------------------------- | ---------------------------------------------------------------- | ---------------------------------------------------------------- | ---------------------------------------------------------------- | ---------------------------------------------------------------- | ---------------------------------------------------------------- | ---------------------------------------------------------------- | ---------------------------------------------------------------- | ---------------------------------------------------------------- | ---------------------------------------------------------------- | ---------------------------------------------------------------- | ---------------------------------------------------------------- |
| الدرجة القصوى °م (°ف)                                              | 5.8 (42.4)                                                       | 9.2 (48.6)                                                       | 16.2 (61.2)                                                      | 31.1 (88.0)                                                      | 36.2 (97.2)                                                      | 38.3 (100.9)                                                     | 38.6 (101.5)                                                     | 38.5 (101.3)                                                     | 33.4 (92.1)                                                      | 26.8 (80.2)                                                      | 15.4 (59.7)                                                      | 5.0 (41.0)                                                       | 38.6 (101.5)                                                     |
| متوسط درجة الحرارة الكبرى °م (°ف)                                  | −8.1 (17.4)                                                      | −6.6 (20.1)                                                      | 0.6 (33.1)                                                       | 11.4 (52.5)                                                      | 20.5 (68.9)                                                      | 24.3 (75.7)                                                      | 26.0 (78.8)                                                      | 24.0 (75.2)                                                      | 17.6 (63.7)                                                      | 9.1 (48.4)                                                       | −0.5 (31.1)                                                      | −6.8 (19.8)                                                      | 9.3 (48.7)                                                       |
| المتوسط اليومي °م (°ف)                                             | −12.2 (10.0)                                                     | −11.6 (11.1)                                                     | −4.4 (24.1)                                                      | 5.7 (42.3)                                                       | 13.7 (56.7)                                                      | 17.9 (64.2)                                                      | 19.8 (67.6)                                                      | 17.6 (63.7)                                                      | 11.6 (52.9)                                                      | 4.9 (40.8)                                                       | −3.5 (25.7)                                                      | −10.4 (13.3)                                                     | 4.1 (39.4)                                                       |
| متوسط درجة الحرارة الصغرى °م (°ف)                                  | −16.8 (1.8)                                                      | −16.7 (1.9)                                                      | −9.5 (14.9)                                                      | 0.2 (32.4)                                                       | 7.0 (44.6)                                                       | 11.4 (52.5)                                                      | 13.5 (56.3)                                                      | 11.8 (53.2)                                                      | 6.6 (43.9)                                                       | 1.3 (34.3)                                                       | −6.6 (20.1)                                                      | −14.5 (5.9)                                                      | −1.0 (30.2)                                                      |
| أدنى درجة حرارة °م (°ف)                                            | −48.5 (−55.3)                                                    | −43.5 (−46.3)                                                    | −34.4 (−29.9)                                                    | −27.8 (−18.0)                                                    | −9.7 (14.5)                                                      | −1.2 (29.8)                                                      | 1.4 (34.5)                                                       | −0.1 (31.8)                                                      | −6.8 (19.8)                                                      | −25.6 (−14.1)                                                    | −35.1 (−31.2)                                                    | −45.0 (−49.0)                                                    | −48.5 (−55.3)                                                    |
| الهطول مم (إنش)                                                    | 46 (1.8)                                                         | 39 (1.5)                                                         | 38 (1.5)                                                         | 31 (1.2)                                                         | 51 (2.0)                                                         | 63 (2.5)                                                         | 51 (2.0)                                                         | 55 (2.2)                                                         | 48 (1.9)                                                         | 57 (2.2)                                                         | 47 (1.9)                                                         | 51 (2.0)                                                         | 577 (22.7)                                                       |
| متوسط الأيام الممطرة                                               | 3                                                                | 3                                                                | 6                                                                | 12                                                               | 16                                                               | 16                                                               | 15                                                               | 16                                                               | 18                                                               | 18                                                               | 11                                                               | 4                                                                | 138                                                              |
| متوسط الأيام المثلجة                                               | 25                                                               | 21                                                               | 16                                                               | 6                                                                | 1                                                                | 0                                                                | 0                                                                | 0                                                                | 1                                                                | 8                                                                | 20                                                               | 24                                                               | 122                                                              |
| متوسط الرطوبة النسبية (%)                                          | 83                                                               | 80                                                               | 77                                                               | 69                                                               | 61                                                               | 68                                                               | 71                                                               | 74                                                               | 76                                                               | 79                                                               | 83                                                               | 83                                                               | 75                                                               |
| ساعات سطوع الشمس الشهرية                                           | 59                                                               | 96                                                               | 155                                                              | 216                                                              | 280                                                              | 288                                                              | 289                                                              | 252                                                              | 166                                                              | 82                                                               | 50                                                               | 40                                                               | 1٬973                                                            |
| المصدر #1: Погода и Климат                                         |                                                                  |                                                                  |                                                                  |                                                                  |                                                                  |                                                                  |                                                                  |                                                                  |                                                                  |                                                                  |                                                                  |                                                                  |                                                                  |
| المصدر #2: الإدارة الوطنية للمحيطات والغلاف الجوي (sun, 1961–1990) |                                                                  |                                                                  |                                                                  |                                                                  |                                                                  |                                                                  |                                                                  |                                                                  |                                                                  |                                                                  |                                                                  |                                                                  |                                                                  |

## المدن التوأمة
أوفا توأمة مع:
- مرسين، تركيا
- بيشك، قرغيزستان
- هاله، ألمانيا
- خفي، الصين
- مينسك، بيلاروس
- نانتشانغ، الصين
- نور سلطان، كازاخستان
- كيكيهار، الصين
- شنيانغ، الصين

## روابط خارجية
- Official website of Ufa باللغة الروسية
- Official website of the Council of Ufa Urban Okrug باللغة الروسية
- Best neighborhoods to live in Ufa, rating باللغة الروسية